# Jubileumi mise
A jubileumi mise a római katolikus egyházban elterjedt ünneplés, amikor a pap a felszentelésének kerek évfordulóján ünnepélyes hálaadó szentmisét
mutat be. 
Jubileumi misék:
- Ezüstmise: pappá szentelés 25. évfordulóján bemutatott szentmise.
- Aranymise: pappá szentelés 50. évfordulóján bemutatott szentmise.
- Gyémántmise: pappá szentelés 60. évfordulóján bemutatott szentmise.
- Vasmise: pappá szentelés 65. évfordulóján bemutatott szentmise.
- Rubinmise: pappá szentelés 70. évfordulóján bemutatott szentmise.
- Platinamise: pappá szentelés 75. évfordulóján bemutatott szentmise.

Elterjedt szokás a jubileumi misék alkalmával (az első miséhez hasonlóan) szentképet nyomtatni a jubileumi misés pap mottójával, első miséjének, és ha van, régebbi jubileumi miséinek dátumával.